# ガロン

世界中で使用されているガソリンの単位:
リットル
米ガロン
英ガロン
データなし

ガロン（gallon, 記号: gal）は、ヤード・ポンド法の体積の計量単位である。
国や用途によって各種のガロンの定義があるが、3.7 リットルから 4.6 リットルの範囲内にある。
なお、日本国内で使用できるのは、米国液量ガロン（ = 正確に 3.785 412 リットル）のみである。

## 概要
1 ガロンは 4 クォート (quart) に当たる。8 ガロンを 1 ブッシェル (bushel)、36（英）または42（米）ガロンを 1 バレル (barrel) という。
現在用いられるのは以下の3種類である。
- 英ガロン (Imperial gallon)
1 パイントを 20 液量オンスとしたときの 8 パイント。現在では、正確に 4.546 09 リットルに等しい。
- 米国液量ガロン (U.S. fluid gallon)
1 パイントを 16 液量オンスとしたときの 8 パイント。正確に 3.785 411 784 リットル（正確に 231 立方インチ）に等しい。日本の計量法におけるガロンは、これに基づいて小数6桁に丸めており、正確に3.785 412 リットルである。
- 米国乾量ガロン (U.S. dry gallon)
正確に 4.404 883 770 86 リットル（正確に 268.8025 立方インチ）に等しい。実際にはほとんど用いられない。

3種類の比率はおよそ 66 : 55 : 64 となる。
英ガロンは 160 液量オンスに、米国液量ガロンは 128 液量オンスに等しい。ただし、この液量オンスの値はアメリカとイギリスとでは異なっており、英国液量オンスは約 1.7339 立方インチ、米国液量オンスは約 1.8047 立方インチである。すなわち、液量オンスの値は米国の方が多いが、ガロンの値は英国の方が多い。
米国では米国液量ガロンの使用が一般的であり、ガソリンはこの単位で販売されている。

## 単位記号
米国における単位記号は、gal である。単数形も複数形も同一である。日本の計量法における単位記号も gal である。
「Gal」と頭文字を大文字にすると、「重力加速度又は地震に係る振動加速度の計量」に用いられる特殊の計量単位であるガルの単位記号が Gal であるので、使用場面が異なるとは言え、紛れが生ずるおそれがある。
米国乾量ガロンが日常で用いられないため、米国液量ガロンは単に米ガロン (U.S. gal, USG) とも呼ばれる。区別する必要がある場合は、英ガロンの記号は “Imp. gal” と書かれる。

## 歴史
かつては、ガロンの値は地域や量られるものによって異なっていたが、19世紀ごろに以下の3種類に統合された。
- ワインガロン (wine gallon) またはアン女王ガロン (Queen Anne's gallon) - 231 立方インチ
- エールガロン (ale gallon) - 282 立方インチ（約 4.62 リットル）
- コーンガロン (corn gallon) - 穀物用

1824年、イギリスはエールガロンに近い値を英ガロンとして採用した。リットルが1キログラムの水の体積として定義されたのに影響を受けて、英ガロンは 10 ポンドの水の体積と定義された。正確には、「30 水銀柱インチ (inHg)、62華氏度 (°F) の大気中において黄銅製分銅で測った 10 ポンドの蒸留水の体積」である。1963年には、「密度 0.001 217 g/mL の空気中で密度 8.136 g/mL の分銅で測った密度 0.998 859 g/mLの蒸留水 10 ポンドが占める体積」と、より厳密に再定義された。この定義による 1 ガロンは約 4.546 0903 リットル（約 277.419 4511 立方インチ）となる。メートル法に基づく、1 ガロンを正確に 4.546 09 dm3 とする定義がカナダで採用され、後にイギリスでも採用された。
アメリカでは、19世紀初頭にすでにワインガロンが広く使われていた。それは、かつては直径7インチ、高さ 6 インチの円柱の体積（約 230.907 060 039 立方インチ）と定義されていたが、1707年にアメリカで、正確に231立方インチと再定義された。この定義は、円周率のかつての近似値 22⁄7 によるものである。すなわち、{\displaystyle \pi r^{2}h\approx {\frac {22}{7}}\times {\frac {7}{2}}\times {\frac {7}{2}}\times 6=231} となる。この値が、アメリカで今日でも用いられている米国液量ガロンである。
米国乾量ガロン（=米国穀物ガロン）はコーンガロンそのものである。1 コーンガロンは 8 分の 1 ウィンチェスターブッシェル (Winchester bushel) と定義されていた。ウィンチェスターブッシェルは直径 18.5 インチ、深さ 8 インチの円柱の体積であり、今日のインチの定義では約 2150.420 171 382 213 立方インチとなる。その 8 分の 1 は約 268.802 521 422 777 立方インチである。この数値を丸めて、1 米国乾量ガロンは、現在では、正確に 268.8025 立方インチと定義されている。

## 派生単位
- マイル毎ガロン (mpg): 燃費の単位。米国・カナダ・イギリスで通常用いられる。

## 日本における使用
日本において、ガロンは使われない。輸出入や航空機関係に例外的に使用できるのみである（使用範囲はヤード・ポンド法#日本における使用を参照のこと）。計量法の体系では、米国液量ガロンだけが定義されており、計量単位令 別表第7 項番5において、1ガロン = 正確に 3.785 412 リットルとなっている。この定義値は、米国の（リットルによる）定義値の小数7桁目を四捨五入したものである。
会員制販売店のコストコでは、ガロン容量で販売している飲料やエンジンオイルが発売されているが、詳細を記したラベルにはリットル換算の「3.78」と表記している。
なお、計量法では、オンスについては、米系と英系の両方を認めており、米液用オンス、英液用オンス（「液量」でないことに注意）としているが、ガロンについては、米系のみを認めていることから、単位名は単に「ガロン」としている。
輸入のエンジンオイル（カストロール〈英: Castrol〉やバルボリン〈英: Valvoline〉など）など一部の商品で、米ガロンやクォート単位で売られているものもある。また、飲食店で使われるドリンクディスペンサーの原液容器はガロン単位となっている。
沖縄県では、1リットル級の牛乳パックが946ミリリットルの内容量で販売されている。これは米国液量ガロン（3.785 411 784リットル）の 1⁄4 である「クォート = 正確に 946. 352 946 mL」を基にしているからである。
大学や企業の研究室において、持ち手が付いた試薬を入れるガラス製の瓶をガロン瓶と呼ぶことがあるが、容量はおおよそ1ガロンである。
計量法制定前（1952年2月29日以前）は漢字では「呏」と書かれていた。
中国語では音訳した「簡体字: 加仑; 繁体字: 加侖; 拼音: jiālún」を使用する。かつて合字「嗧」があったが、現在は廃止されている。